# Список чемпионов мира Международной боксёрской федерации
Список чемпионов мира по боксу по версии МБФ (IBF) включает всех чемпионов, сертифицированных Международной боксёрской федерацией (IBF). IBF сертифицирует чемпионов мира в 17 весовых категориях с 1983 года.
|  | Действующий чемпион                            |
|  | Наибольшее количество непрерывных защит титула |

### Тяжёлый вес (200+ фунт., 90.718+ кг)
| № | Боксер               | Время действия титула              | Количество защит |
| --- | -------------------- | ---------------------------------- | ---------------- |
| 1 | Ларри Холмс          | 11 декабря 1983 — 21 сентября 1985 | 3                |
| 2 | Майкл Спинкс         | 21 сентября 1985 — 26 февраля 1987 | 2                |
| Спинкс был лишен титула за отказ драться с обязательным претендентом Тони Такером.                                                      |                      |                                    |                  |
| 3 | Тони Таккер          | 30 мая — 1 августа 1987            | 0                |
| 4 | Майк Тайсон          | 1 августа 1987 — 11 февраля 1990   | 6                |
| 5 | Джеймс Дуглас        | 11 февраля 1990 — 25 октября 1990  | 0                |
| 6 | Эвандер Холифилд     | 11 февраля 1990 — 13 ноября 1992   | 3                |
| 7 | Риддик Боу           | 13 ноября 1992 — 6 ноября 1993     | 1                |
| 8 | Эвандер Холифилд (2) | 6 ноября 1993 — 22 апреля 1994     | 0                |
| 9 | Майкл Мурер          | 22 апреля — 5 ноября 1994          | 0                |
| 10 | Джордж Форман        | 5 ноября 1994 — 29 июня 1995       | 1                |
| Форман отказался от титула после того, как отказался участвовать в матче-реванше с Акселем Шульцем, предписанном IBF.                   |                      |                                    |                  |
| 11 | Майкл Мурер (2)      | 22 июня 1996 — 8 ноября 1997       | 2                |
| 12 | Эвандер Холифилд (3) | 8 ноября 1997 — 13 ноября 1999     | 2                |
| 13 | Леннокс Льюис        | 13 ноября 1999 — 22 апреля 2001    | 3                |
| 14 | Хасим Рахман         | 22 апреля – 17 ноября 2001         | 0                |
| 15 | Леннокс Льюис (2)    | 17 ноября 2001 – 5 сентября 2002   | 1                |
| Льюис освободил титул после отказа вести переговоры об условиях с обязательным претендентом Крисом Бердом                               |                      |                                    |                  |
| 16 | Крис Бёрд            | 14 декабря 2002 – 22 апреля 2006   | 4                |
| 17 | Владимир Кличко      | 22 апреля 2006 — 28 ноября 2015    | 18               |
| 18 | Тайсон Фьюри         | 28 ноября – 8 декабря 2015         | 0                |
| Фьюри был лишен титула за то, что согласился на реванш с Владимиром Кличко вместо боя с обязательным претендентом Вячеславом Глазковым. |                      |                                    |                  |
| 19 | Чарльз Мартин        | 16 января — 9 апреля 2016          | 0                |
| 20 | Энтони Джошуа        | 9 августа 2016 — 1 июня 2019       | 6                |
| 21 | Энди Руис            | 1 июня — 7 декабря 2019            | 0                |
| 22 | Энтони Джошуа (2)    | 7 декабря 2019 — 25 сентября 2021  | 1                |
| 23 | Александр Усик       | 25 сентября 2021 — 23 июня 2024    | 3                |
| Усик освободил титул, чтобы провести реванш с Тайсоном Фьюри вместо встречи с обязательным претендентом Дэниелем Дюбуа.                 |                      |                                    |                  |
| 24 | Даниель Дюбуа        | 24 июня 2024 — 19 июля 2025        | 1                |
| 25 | Александр Усик (2)   | 19 июля 2025 — н.в.                | 0                |

### Первый тяжёлый вес (200 фунт., 90.718 кг)
| № | Боксер                | Время действия титула                      | Количество защит |
| --- | --------------------- | ------------------------------------------ | ---------------- |
| 1 | Марвин Кэмел          | 13 декабря 1983 — 6 октября 1984           | 0                |
| 2 | Ли Рой Мерфи          | 6 октября 1984 — 25 октября 1986           | 3                |
| 3 | Рикки Парки           | 25 октября 1986 — 15 мая 1987              | 1                |
| 4 | Эвандер Холифилд      | 15 мая 1987 — декабрь 1988                 | 3                |
| Холифилд освободил титул в связи с переходом в тяжелый вес. |                       |                                            |                  |
| 5 | Глен Маккрори         | 3 июня 1989 — 22 марта 1990                | 1                |
| 6 | Джефф Лампкин         | 22 марта 1990 — 14 августа 1991            | 1                |
| Лэмпкин освободил титул по неизвестным причинам. |                       |                                            |                  |
| 7 | Джеймс Уорринг        | 7 сентября 1991 — 30 июля 1992             | 2                |
| 8 | Альфред Коул          | 30 июля 1992 — 1 августа 1996              | 5                |
| Коул числился чемпионом в рейтинге IBF, опубликованным 31 июля 1996 года. Однако на следующий день после публикации был анонсирован поединок за вакантный титул IBF между Адольфо Вашингтоном и Торстеном Маем, который состоялся 5 июня. |                       |                                            |                  |
| 9 | Адольфо Вашингтон     | 31 августа 1996 — 21 июня 1997             | 0                |
| 10 | Юрай Грант            | 21 июня — 8 ноября 1997                    | 0                |
| 11 | Имаму Мейфилд         | 8 ноября 1997 — 30 октября 1998            | 1                |
| 12 | Артур Уильямс         | 30 октября 1998 — 5 июня 1999              | 0                |
| 13 | Василий Жиров         | 5 июня 1999 — 26 апреля 2003               | 6                |
| 14 | Джеймс Тони           | 26 апреля 2003 — 11 февраля 2004           | 0                |
| Тони освободил титул в связи с переходом в тяжелый вес. |                       |                                            |                  |
| 15 | Кельвин Дэвис         | 1 мая 2004 — 9 февраля 2005                | 0                |
| 16 | О’Нил Белл            | 20 мая 2005 — 6 апреля 2006                | 2                |
| Белл был лишен титула после отказа от боя с обязательным претендентом Стивом Каннингемом, запланированного на 6 мая. |                       |                                            |                  |
| 17 | Кшиштоф Влодарчик     | 25 ноября 2006 — 26 мая 2007               | 0                |
| 18 | Стив Каннингем        | 26 мая 2007 — 11 декабря 2008              | 0                |
| 19 | Томаш Адамек          | 11 декабря 2008 — 5 июня 2010              | 2                |
| Адамек освободил титул в связи с переходом в тяжелый вес. |                       |                                            |                  |
| 20 | Стив Каннингем (2)    | 5 июня 2010 — 1 октября 2011               | 1                |
| 21 | Йоан Пабло Эрнандес   | 1 октября 2011 — 22 сентября 2015          | 4                |
| Эрнандес был лишен титула после отказа от боя с обязательным претендентом Виктора Эмилио Рамиреса из-за травмы. |                       |                                            |                  |
| 22 | Виктор Эмилио Рамирес | 22 сентября 2015 — 21 мая 22 сентября 2016 | 1                |
| 23 | Денис Лебедев         | 21 мая 22 сентября — 3 декабря 2016        | 0                |
| 24 | Мурат Гассиев         | 3 декабря 2016 – 21 июля 2018              | 2                |
| 25 | Александр Усик        | 21 июля 2018 – 15 июня 2019                | 1                |
| Усик освободил титул в связи с переходом в тяжелый вес. |                       |                                            |                  |
| 26 | Юниэль Дортикос       | 15 июня 2019 – 26 сентября 2020            | 0                |
| 27 | Майрис Бриедис        | 26 сентября 2020 – 2 июля 2022             | 1                |
| 28 | Джей Опетая           | 2 июля 2022 — 18 декабря 2023              | 1                |
| Опетайя освободил титул после того, как IBF отклонила его запрос на добровольную защиту от Эллиса Зорро. |                       |                                            |                  |
| 29 | Джей Опетая (2)       | 18 мая 2024 — н.в.                         | 2                |

### Полутяжёлый вес (175 фунт., 79.378 кг)
| № | Боксер               | Время действия титула             | Количество защит |
| --- | -------------------- | --------------------------------- | ---------------- |
| 1 | Майкл Спинкс         | 25 февраля 1984 — 5 ноября 1985   | 2                |
| Спинкс отказался от своих титулов и перешел в тяжелый вес. |                      |                                   |                  |
| 2 | Слободан Качар       | 21 декабря 1985 — 6 сентября 1986 | 0                |
| 3 | Бобби Чез            | 6 сентября 1985 — 29 октября 1987 | 3                |
| 4 | ¨Чарльз Уильямс      | 29 октября 1987 — 20 марта 1993   | 8                |
| 5 | Генри Маске          | 20 марта 1993 — 23 ноября 1996    | 10               |
| 6 | Вирджил Хилл         | 23 ноября 1996 — 13 июня 1997     | 0                |
| 7 | Дариуш Михальчевский | 13 июня — 16 июня 1997            | 0                |
| Михальчевски освободил титул после отказа драться с обязательным претендентом Уильямом Гатри.                                                                                   |                      |                                   |                  |
| 8 | Уильям Гатри         | 19 июля 1997 — 6 февраля 1998     | 0                |
| 9 | Реджи Джонсон        | 6 февраля 1998 — 5 июня 1999      | 2                |
| 10 | Рой Джонс            | 5 июня 1999 — 19 ноября 2002      | 7                |
| 11 | Антонио Тарвер       | 26 апреля — 31 октября 2003       | 0                |
| Тарвер отказался от титула из-за соглашения на бой с Роем Джонсом-младшим, которое включало пункт о реванше.                                                                    |                      |                                   |                  |
| 12 | Глен Джонсон         | 6 февраля — 4 ноября 2004         | 1                |
| Джонсон освободил титул, согласившись драться с Антонио Тарвером вместо участия в обязательной защите.                                                                          |                      |                                   |                  |
| 13 | Клинтон Вудс         | 4 марта 2005 — 12 апреля 2008     | 4                |
| 14 | Антонио Тарвер (2)   | 12 апреля — 11 октября 2008       | 0                |
| 15 | Чед Доусон           | 11 октября 2008 — 27 мая 2009     | 1                |
| Доусон отказался от титула после того, как отказался вести переговоры с обязательным претендентом Таворисом Клаудом и вместо этого начал добиваться реванша с Гленом Джонсоном. |                      |                                   |                  |
| 16 | Тэворис Клауд        | 28 августа 2009 — 9 марта 2013    | 4                |
| 17 | Бернард Хопкинс      | 9 марта 2013 — 8 ноября 2014      | 2                |
| 18 | Сергей Ковалёв       | 8 ноября 2014 — 19 ноября 2016    | 4                |
| 19 | Андре Уорд           | 19 ноября 2016 — 21 сентября 2017 | 1                |
| Андре Уорд завершил карьеру. |                      |                                   |                  |
| 20 | Артур Бетербиев      | 11 ноября 2017 — 22 февраля 2025  | 9                |
| 21 | Дмитрий Бивол        | 22 февраля 2025 — н. в.           | 0                |

### Второй средний вес (168 фунт., 76.203 кг)
| № | Боксер              | Время действия титула            | Количество защит |
| --- | ------------------- | -------------------------------- | ---------------- |
| 1 | Мюррэй Сазерленд    | 28 марта — 22 июля 1984          | 0                |
| 2 | Пак Чон Пхаль       | 22 июля 1984 — 2 февраля 1988    | 7                |
| 3 | Грациано Роккиджани | 11 марта 1988 — 22 сентября 1989 | 3                |
| Роккиджиани освободил титул в связи с переходом в тяжелый вес. |                     |                                  |                  |
| 4 | Линделл Холмс       | 27 января 1990 — 18 мая 1991     | 1                |
| 5 | Даррин Ван Хорн     | 18 мая 1991 — 10 января 1992     | 1                |
| 6 | Айрен Баркли        | 10 января 1992 — 13 февраля 1993 | 0                |
| 7 | Джеймс Тони         | 13 февраля 1993 — 18 ноября 1994 | 3                |
| 8 | Рой Джонс           | 18 ноября 1994 — 20 февраля 1997 | 5                |
| Джонс, ранее перешедший в полутяжелый вес в ноябре 1996 года, освободил титул, сославшись на политику санкционирующих организаций, которые не одобряют одновременное проведение титулов в разных весовых категориях. |                     |                                  |                  |
| 9 | Чарльз Брюэр        | 21 июня 1997 — 24 октября 1998   | 3                |
| 10 | Свен Оттке          | 24 октября 1998 — 27 марта 2004  | 21               |
| Оттке завершил карьеру. |                     |                                  |                  |
| 11 | Джефф Лейси         | 2 октября 2004 — 4 марта 2006    | 4                |
| 12 | Джо Кальзаге        | 4 марта — 27 ноября 2006         | 0                |
| Кальзаге освободил титул после того, как отказался драться с обязательным претендентом Робертом Стиглицем и принял бой с Питером Манфредо.                                                                           |                     |                                  |                  |
| 13 | Алехандро Беррио    | 3 марта — 19 октября 2007        | 0                |
| 14 | Лучиан Буте         | 19 октября 2007 — 26 мая 2012    | 9                |
| 15 | Карл Фроч           | 26 мая 2012 — 3 февраля 2015     | 4                |
| Фроч отказался от титула из-за неспособности его защитить после травмы. |                     |                                  |                  |
| 16 | Джеймс Дигейл       | 23 мая 2015 — 9 декабря 2017     | 3                |
| 17 | Калеб Труэкс        | 9 декабря 2017 — 7 апреля 2018   | 0                |
| 18 | Джеймс Дигейл (2)   | 7 апреля — 4 июля 2018           | 0                |
| Дигейл освободил титул за день до запланированных торгов за бой с Хосе Ускатеги. |                     |                                  |                  |
| 19 | Хосе Ускатеги       | 4 июля 2018 — 13 января 2019     | 0                |
| 20 | Калеб Плант         | 13 января 2019 — 6 ноября 2021   | 3                |
| 21 | Сауль Альварес      | 6 ноября 2021 — 26 июля 2024     | 4                |
| Альварес был лишен титула за то, что решил сразиться с Эдгаром Берлангой вместо обязательного претендента Уильяма Скалла.                                                                                            |                     |                                  |                  |
| 22 | Уильям Скалл        | 19 октября 2024 — н.в.           | 0                |

### Средний вес (160 фунт., 72.574 кг)
| № | Боксер                | Время действия титула           | Количество защит |
| --- | --------------------- | ------------------------------- | ---------------- |
| 1 | Марвин Хаглер         | 27 мая 1983 — 6 апреля 1987     | 5                |
| IBF отказалась санкционировать защиту титула Хаглера в бою против Шугара Рэя Леонарда и лишила его титула после проигрыша. |                       |                                 |                  |
| 2 | Фрэнк Тейт            | 10 октября 1987 — 28 июля 1988  | 1                |
| 3 | Майкл Нанн            | 28 июля 1988 — 10 мая 1991      | 5                |
| 4 | Джеймс Тони           | 10 мая 1991 — 15 февраля 1993   | 6                |
| Тони освободил титул в связи с переходом в 2-й средний вес..                                                               |                       |                                 |                  |
| 5 | Рой Джонс             | 22 мая 1993 — 25 августа 1994   | 1                |
| Джонс освободил титул в связи с переходом в 2-й средний вес.                                                               |                       |                                 |                  |
| 6 | Бернард Хопкинс       | 29 апреля 1995 — 16 июля 2005   | 19               |
| 7 | Джермен Тейлор        | 16 июля — 11 октября 2005       | 0                |
| Тейлоросвободил титул, отказавшись от обязательной защиты, и вместо этого согласился на матч-реванш с Бернардом Хопкинсом. |                       |                                 |                  |
| 8 | Артур Абрахам         | 20 декабря 2005 — 11 июля 2009  | 10               |
| Абрахам отказался от титула, чтобы перейти в 2-й средний вес.                                                              |                       |                                 |                  |
| 9 | Себастьян Сильвестр   | 20 сентября 2009 — 7 мая 2011   | 3                |
| 10 | Дэниел Гил            | 7 мая 2011 — 17 августа 2013    | 4                |
| 11 | Даррен Баркер         | 17 августа — 7 декабря 2013     | 0                |
| 12 | Феликс Штурм          | 7 декабря 2013 — 31 мая 2014    | 0                |
| 13 | Сэм Солиман           | 31 мая 2014 — 8 октября 2014    | 0                |
| 14 | Джермен Тейлор (2)    | 8 октября 2014 — 5 февраля 2015 | 0                |
| Тейлор был лишен титула из-за неспособности защитить его из-за продолжающихся проблем с законом и здоровьем.               |                       |                                 |                  |
| 15 | Давид Лемьё           | 20 июня — 17 октября 2015       | 0                |
| 16 | Геннадий Головкин     | 17 октября 2015 — 6 июня 2018   | 4                |
| После того, как Головкин не дал письменного согласия на бой с Деревянченко, он был лишен титула.                           |                       |                                 |                  |
| 17 | Дэниел Джейкобс       | 27 октября 2018 — 4 мая 2019    | 0                |
| 18 | Сауль Альварес        | 4 мая — 1 августа 2019          | 0                |
| 19 | Геннадий Головкин (2) | 5 октября 2019 — 6 февраля 2023 | 2                |
| Геннадий Головкин завершил карьеру.                                                                                        |                       |                                 |                  |
| 20 | Винченцо Гуальтьери   | 1 июля — 14 октября 2023        | 5                |
| 21 | Жанибек Алимханулы    | 14 октября 2023 — н.в.          | 1                |

### Первый средний вес (154 фунт., 69.85 кг)
| № | Боксер                          | Время действия титула              | Количество защит |
| --- | ------------------------------- | ---------------------------------- | ---------------- |
| 1 | Марк Медал                      | 11 марта — 2 ноября 1984           | 0                |
| 2 | Карлос Сантос                   | 2 ноября1984 — 4 июня 1986         | 1                |
| 3 | Бастер Дрейтон                  | 4 июня 1986 — 27 июня 1987         | 2                |
| 4 | Мэтью Хилтон                    | 27 июня 1987 — 4 ноября 1988       | 1                |
| 5 | Роберт Хайнс                    | 4 ноября 1988 — 5 февраля 1989     | 0                |
| 6 | Даррин Ван Хорн                 | 5 февраля — 15 июля 1989           | 0                |
| 7 | Джанфранко Рози                 | 15 июля 1989 — 17 сентября 1994    | 11               |
| 8 | Винсент Петтуэй                 | 17 сентября 1994 — 12 августа 1995 | 1                |
| 9 | Пол Ваден                       | 12 августа — 16 декабря 1995       | 0                |
| 10 | Терри Норрис                    | 16 декабря 1995 — 19 марта 1997    | 4                |
| Норрис был лишен титула после того, как не смог договориться с обязательным претендентом Раулем Маркесом и вместо этого согласился на бой с Феликсом Тринидадом, который был отменен. |                                 |                                    |                  |
| 11 | Рауль Маркес                    | 12 апреля — 6 декабря 1997         | 2                |
| 12 | Луис Рамон Кампас               | 6 декабря 1997 — 12 декабря 1998   | 3                |
| 13 | Фернандо Варгас                 | 12 декабря 1998 — 2 декабря 2000   | 5                |
| 14 | Феликс Тринидад                 | 2 декабря 2000 — 20 мая 2001       | 0                |
| Тринидад отказался от титула в пользу своего титула WBA в среднем весе. |                                 |                                    |                  |
| 15 | Рональд Райт                    | 12 октября 2001 — 19 апреля 2004   | 5                |
| Райт был лишен титула после того, как отказался драться с обязательным претендентом Кассимом Оумой и вместо этого согласился на реванш с Шейном Мосли.                                |                                 |                                    |                  |
| 16 | Верно Филлипс                   | 5 июня — 2 октября 2004            | 0                |
| 17 | Кассим Оума                     | 2 октября 2004 — 14 июля 2005      | 1                |
| 18 | Роман Кармазин                  | 14 июля 2005 — 8 июля 2006         | 0                |
| 19 | Кори Спинкс                     | 8 июля 2006 — 27 марта 2008        | 1                |
| 20 | Верно Филлипс (2)               | 27 марта — 19 ноября 2008          | 0                |
| Филлипс отказался от титула, чтобы сразиться с Полом Уильямсом. |                                 |                                    |                  |
| 21 | Кори Спинкс (2)                 | 24 апреля 2009 — 7 августа 2010    | 0                |
| 22 | Корнелиус Бандрейдж             | 7 августа 2010 — 23 февраля 2013   | 2                |
| 23 | Ише Смит                        | 23 февраля — 14 сентября 2013      | 0                |
| 24 | Карлос Молина                   | 14 сентября 2013 — 11 октября 2014 | 0                |
| 25 | Корнелиус Бандрейдж (2)         | 11 октября 2014 — 12 сентября 2015 | 0                |
| 26 | Джермалл Чарло                  | 12 сентября 2015 — 16 февраля 2017 | 3                |
| Чарло освободил титул в связи с переходом в средний вес. |                                 |                                    |                  |
| 27 | Джарретт Хёрд                   | 25 февраля 2017 — 11 мая 2019      | 3                |
| 28 | Джулиан Уильямс Джейсон Росарио | 11 мая 2019 — 26 сентября 2020     | 0                |
| 29 | Джейсон Росарио                 | 26 сентября 2020 — 21 ноября 2023  | 0                |
| 30 | Джермелл Чарло                  | 26 сентября 2020 — 21 ноября 2023  | 2                |
| Чарло отказался от титула, не желая его защищать. |                                 |                                    |                  |
| 31 | Бахрам Муртазалиев              | 6 апреля 2024 — н.в.               | 1                |

### Полусредний вес (147 фунт., 66.678 кг)
| № | Боксер            | Время действия титула              | Количество защит |
| --- | ----------------- | ---------------------------------- | ---------------- |
| 1 | Дональд Карри     | 4 февраля 1984 — 27 сентября 1986  | 4                |
| 2 | Хониган Ллойд     | 27 сентября 1986 — 28 октября 1987 | 3                |
| IBF отказалась санкционировать защиту Хонигана против Хорхе Ваки, поскольку он не входил в число 12 лучших претендентов, и лишила его титула после того, как он проиграл бой.                                 |                   |                                    |                  |
| 3 | Саймон Браун      | 23 апреля 1988 — 7 мая 1991        | 8                |
| Браун освободил титул из-за решения IBF санкционировать бои в ЮАР в период апартеида, а также из-за того, как организация провела бой за объединение титулов с бывшим чемпионом WBC Морисом Блокером.         |                   |                                    |                  |
| 4 | Морис Блокер      | 4 октября 1991 — 19 июня 1993      | 1                |
| 5 | Феликс Тринидад   | 19 июня 1993 — 10 марта 2000       | 15               |
| Тринидад освободил титул в связи с переходом в 1-й средний вес. |                   |                                    |                  |
| 6 | Вернон Форрест    | 12 мая — 11 декабря 2001           | 0                |
| 7 | Микеле Пиччирилло | 13 апреля 2002 — 22 марта 2003     | 0                |
| 8 | Кори Спинкс       | 22 марта 2003 — 5 февраля 2005     | 3                |
| 9 | Заб Джуда         | 5 февраля 2005 — 8 апреля 2006     | 1                |
| 10 | Флойд Мейвезер    | 8 апреля — 20 июля 2006            | 0                |
| Мейвезер освободил титул, чтобы сразиться с известным противником вместо боя со своим обязательным претендентом Марком Суаресом.                                                                              |                   |                                    |                  |
| 11 | Кермит Синтрон    | 28 октября 2006 — 12 апреля 2008   | 2                |
| 12 | Антонио Маргарито | 12 апреля — 23 мая 2008            | 0                |
| Маргарито освободил титул после того, как отказался драться с обязательным претендентом Джошуа Клотти и вместо этого согласился на бой с Мигелем Котто за титул WBA                                           |                   |                                    |                  |
| 13 | Джошуа Клотти     | 2 августа 2008 — 16 апреля 2009    | 0                |
| Клотти освободил титул после того, как Мигель Котто не успел подписать контракт вовремя, чтобы IBF одобрила их бой 13 июня и освободила Клотти от встречи с обязательным претендентом Айзеком Хлатшвайо.      |                   |                                    |                  |
| 14 | Исаак Хлатшвайо   | 1 августа — 11 декабря 2009        | 0                |
| 15 | Ян Завек          | 11 декабря 2009 — 3 сентября 2011  | 3                |
| 16 | Андре Берто       | 3 сентября — 8 ноября 2011         | 0                |
| Берто отказался от титула после того, кактелеканал HBO заявил об отсутствии интереса к его бою с обязательным претендентом Рэндаллом Бейли, и вместо этого предложил провести матч-реванш с Виктором Ортисом. |                   |                                    |                  |
| 17 | Рэндалл Бейли     | 9 июня — 20 октября 2012           | 0                |
| 18 | Девон Александер  | 20 октября 2012 — 7 декабря 2013   | 1                |
| 19 | Шон Портер        | 16 декабря 2013 — 16 августа 2014  | 1                |
| 20 | Келл Брук         | 16 августа 2014 — 27 мая 2017      | 3                |
| 21 | Эррол Спенс       | 27 мая 2017 — 29 июля 2023         | 6                |
| 22 | Теренс Кроуфорд   | 29 июля — 9 ноября 2023            | 0                |
| Кроуфорд был лишен титула за то, что решил провести реванш с Эрролом Спенсом вместо боя с обязательным претендентом Джароном Эннисом.                                                                         |                   |                                    |                  |
| 23 | Джарон Эннис      | 9 ноября 2023 — н.в.               | 2                |

### Первый полусредний вес (140 фунт., 63.503 кг)
| № | Боксер             | Время действия титула            | Количество защит |
| --- | ------------------ | -------------------------------- | ---------------- |
| 1 | Аарон Прайор       | 22 июня 1984 — 9 декабря 1985    | 1                |
| Прайор был лишен титула из-за бездействия. |                    |                                  |                  |
| 2 | Гэри Хинтон        | 26 апреля 1984 — 30 октября 1986 | 1                |
| 3 | Джо Мэнли          | 30 октября 1986 — 4 марта 1987   | 0                |
| 4 | Терри Марш         | 4 марта — 15 сентября 1987       | 1                |
| Марш завершенил карьеру из-за эпилепсии. |                    |                                  |                  |
| 5 | Бадди Макгирт      | 14 февраля — 3 сентября 1988     | 1                |
| 6 | Мелдрик Тейлор     | 3 сентября 1988 — 17 мая 1990    | 2                |
| 7 | Хулио Сесар Чавес  | 17 мая 1990 — 22 апреля 1991     | 2                |
| Чавес отказался от титула, сославшись на разногласия с президентом IBF Бобом Ли и промоутером Бобом Арумом.                                                                                               |                    |                                  |                  |
| 8 | Рафаэль Пинеда     | 7 декабря 1991 — 18 июля 1992    | 1                |
| 9 | Пернелл Уитакер    | 18 июля 1992 — 6 марта 1993      | 0                |
| Уитакер освободил титул в связи с переходом в полусредний вес.]]. |                    |                                  |                  |
| 10 | Чарльз Мюррей      | 13 мая 1993 — 13 февраля 1994    | 2                |
| 11 | Джейк Родригес     | 13 февраля 1994 — 28 января 1995 | 2                |
| 12 | Костя Цзю          | 28 января 1995 — 31 мая 1997     | 5                |
| 13 | Винс Филлипс       | 31 мая 1997 — 20 февраля 1999    | 3                |
| 14 | Террон Миллетт     | 20 февраля — 22 декабря 1999     | 1                |
| Миллетт отказался от титула из-за травмы руки. |                    |                                  |                  |
| 15 | Заб Джуда          | 12 февраля 2000 — 3 ноября 2001  | 5                |
| 16 | Костя Цзю (2)      | 3 ноября 2001 — 4 июня 2005      | 3                |
| 17 | Рикки Хаттон       | 4 июня 2005 — 14 апреля 2006     | 1                |
| Хаттон освободил титул в связи с переходом в полусредний вес. |                    |                                  |                  |
| 18 | Хуан Уранго        | 30 июня 2006 — 20 января 2007    | 0                |
| 19 | Рикки Хаттон (2)   | 20 января 2007 — 3 февраля 2007  | 0                |
| Хаттон освободил титул после отказа драться с обязательным претендентом Лавмором Нду и вместо этого согласился на бой с Хосе Луисом Кастильо.                                                             |                    |                                  |                  |
| 20 | Лавмор Нду         | 4 февраля — 16 июня 2007         | 1                |
| 21 | Пол Малиньяджи     | 16 июня 2007 — 2 октября 2008    | 1                |
| Малиньяджи освободил титул после того, как отказался участвовать в матче-реванше с обязательным претендентом Германом Нгуджо и вместо этого согласился на бой с Рикки Хаттоном.                           |                    |                                  |                  |
| 22 | Хуан Уранго (2)    | 30 января 2009 — 6 марта 2010    | 1                |
| 23 | Девон Александер   | 6 марта — 22 октября 2010        | 1                |
| Александр был лишен титула после того, как не смог договориться об условиях с обязательным претендентом Кайзером Мабузой и вместо этого согласился на объединительный бой с чемпионом WBO Тимоти Брэдлом. |                    |                                  |                  |
| 24 | Заб Джуда (2)      | 5 марта — 23 июля 2011           | 0                |
| 25 | Амир Хан           | 23 июля — 10 декабря 2011        | 0                |
| 26 | Ламонт Питерсон    | 10 декабря 2011 — 11 апреля 2015 | 3                |
| Питерсон был лишен титула после того, как проиграл нетитульный бой единому чемпиону WBC/WBA Дэнни Гарсии в промежуточном весе 143 фунта.                                                                  |                    |                                  |                  |
| 27 | Сесар Рене Куэнка  | 18 июля — 4 ноября 2015          | 0                |
| 28 | Эдуард Трояновский | 4 ноября 2015 — 3 декабря 2016   | 2                |
| 29 | Джулиус Индонго    | 3 декабря 2016 — 19 августа 2017 | 1                |
| 30 | Теренс Кроуфорд    | 19 августа — 30 августа 2017     | 0                |
| Кроуфорд лишен титула, отказавшись вести переговоры с обязательным претендентом Сергеем Липинцем, сославшись на невозможность провести бой в установленные IBF сроки.                                     |                    |                                  |                  |
| 31 | Сергей Липинец     | 4 ноября 2017 — 10 марта 2018    | 0                |
| 32 | Майки Гарсия       | 10 марта 2018 — 15 апреля 2018   | 0                |
| Гарсия освободил титул, в связи с возвращением в легкий вес. |                    |                                  |                  |
| 33 | Иван Баранчик      | 27 октября 2018 — 18 мая 2019    | 0                |
| 34 | Джош Тейлор        | 18 мая 2019 — 24 августа 2022    | 4                |
| Тейлор освобождает титул после того, как решил провести матч-реванш с Джеком Кэттераллом вместо боя с обязательным c претендентом Джеремиасом Понсе.                                                      |                    |                                  |                  |
| 35 | Сабриэль Матиас    | 25 февраля 2023 — 15 июня 2024   | 1                |
| 36 | Лиам Паро          | 15 июня — 7 декабря 2024         | 0                |
| 37 | Ричардсон Хитчинс  | 7 декабря 2024 — н.в.            | 0                |

### Лёгкий вес (135 фунт., 61.235 кг)
| № | Боксер            | Время действия титула              | Количество защит |
| --- | ----------------- | ---------------------------------- | ---------------- |
| 1 | Чарли Браун       | 30 января — 15 апреля 1984         | 0                |
| 2 | Гарри Арройо      | 15 апреля 1984 — 6 апреля 1985     | 2                |
| 3 | Джимми Пол        | 6 апреля 1985 — 5 декабря 1986     | 3                |
| 4 | Грег Хауген       | 5 декабря 1986 — 7 июня 1987       | 0                |
| 5 | Винни Пациенца    | 7 июня 1987 — 6 февраля 1988       | 0                |
| 6 | Грег Хауген (2)   | 6 февраля 1988 — 18 февраля 1989   | 2                |
| 7 | Пернелл Уитакер   | 18 февраля 1989 — 28 февраля 1992  | 8                |
| Уитакер освободил титул в связи с переходом в первый полусредний вес. |                   |                                    |                  |
| 8 | Фредди Пендлтон   | 10 января 1993 — 19 февраля 1994   | 1                |
| 9 | Рафаэль Руэлас    | 19 февраля 1994 — 6 мая 1995       | 2                |
| 10 | Оскар Де Ла Хойя  | 6 мая 1995 — 12 июля 1995          | 0                |
| Де Ла Хойя освободил титул после того, как отказался от боя с обязательным претендентом Мигелем Хулио, и вместо этого принял бой с Хенаро Эрнандесом.                          |                   |                                    |                  |
| 11 | Филипп Холидей    | 19 августа 1995 — 2 августа 1997   | 6                |
| 12 | Шейн Мосли        | 2 августа 1997 — 13 мая 1999       | 8                |
| Мосли освободил титул в связи с переходом в первый полусредний вес. |                   |                                    |                  |
| 13 | Пол Спадафора     | 20 августа 1999 — 26 июня 2003     | 8                |
| Спадафора освободил титул в связи с переходом в первый полусредний вес. |                   |                                    |                  |
| 14 | Хавьер Хауреги    | 22 ноября 2003 — 13 мая 2004       | 0                |
| 15 | Хулио Диас        | 13 мая 2004 — 2 февраля 2005       | 0                |
| Диас освободил титул после того, как отказался от боя с обязательным претендентом Левандером Джонсоном, и вместо этого согласился на бой с чемпионом WBC Хосе Луисом Кастильо. |                   |                                    |                  |
| 16 | Левандер Джонсон  | 17 июня — 17 сентября 2005         | 0                |
| 17 | Хесус Чавес       | 17 сентября 2005 — 3 февраля 2007  | 1                |
| 18 | Хулио Диас (2)    | 3 февраля — 13 октября 2007        | 1                |
| 19 | Хуан Диас         | 13 октября 2007 — 8 марта 2008     | 0                |
| 20 | Нейт Кэмпбелл     | 8 марта 2008 — 13 февраля 2009     | 0                |
| Кэмпбелл был лишен титула после того, как не смог уложиться в вес за день до боя с Али Фунекой.                                                                                |                   |                                    |                  |
| 21 | Мигель Васкес     | 14 августа 2010 — 13 сентября 2014 | 6                |
| 22 | Микки Бей         | 13 сентября 2014 — 25 июня 2015    | 0                |
| Бэй освободил титул после того, как снялся с запланированной защиты против Дениса Шафикова.                                                                                    |                   |                                    |                  |
| 23 | Рансес Бартелеми  | 18 декабря 2015 — 6 июня 2016      | 1                |
| Бартелеми освободил титул в связи с переходом в первый полусредний вес. |                   |                                    |                  |
| 24 | Роберт Истер      | 9 сентября 2016 — 28 июля 2018     | 3                |
| 25 | Майки Гарсия      | 28 июля — 30 октября 2018          | 0                |
| Гарсия освободил титул в связи с переходом в первый полусредний вес. |                   |                                    |                  |
| 26 | Ричард Комми      | 2 февраля — 14 декабря 2019        | 0                |
| 27 | Теофимо Лопес     | 14 декабря 2019 — 27 ноября 2021   | 1                |
| 28 | Джордж Камбосос   | 27 ноября 2021 — 5 января 2022     | 0                |
| 29 | Девин Хейни       | 5 января 2022 — 29 ноября 2023     | 2                |
| Хейни освободил титул в связи с переходом в первый полусредний вес. |                   |                                    |                  |
| 30 | Василий Ломаченко | 12 мая 2024 — 9 июня 2025          | 0                |
| Ломаченко объявил о завершении карьеры 5 июня. 9 июня IBF повысила временного чемпиона Мураталлу до чемпиона мира.                                                             |                   |                                    |                  |
| 31 | Рэймонд Мураталла | 9 июня 2025 — н.в.                 | 0                |

### Второй полулегкий вес (130 фунт., 58.967 кг)
| № | Боксер                  | Время действия титула             | Количество защит |
| --- | ----------------------- | --------------------------------- | ---------------- |
| 1 | Ю Хван Гиль             | 22 апреля 1984 – 15 февраля 1985  | 1                |
| 2 | Лестер Эллис            | 15 февраля – 25 июля 1985         | 1                |
| 3 | Барри Майкл             | 12 июля 1985 – 9 сентября 1987    | 3                |
| 4 | Рокки Локридж           | 9 сентября 1987 – 23 июля 1988    | 2                |
| 5 | Тони Лопес              | 23 июля 1988 – 7 октября 1989     | 3                |
| 6 | Джон Молина             | 7 октября 1989 – 20 мая 1990      | 1                |
| 7 | Тони Лопес (2)          | 20 мая 1990 – 13 сентября 1991    | 4                |
| 8 | Брайан Митчелл          | 13 сентября 1991 – 24 января 1992 | 0                |
| Митчелл завершил карьеру.                                                                                   |                         |                                   |                  |
| 9 | Джон Молина (2)         | 22 февраля 1992 – 20 февраля 1995 | 7                |
| Молина освободил титул в связи с переходом в легкий вес.                                                    |                         |                                   |                  |
| 10 | Эдди Хопсон             | 22 апреля – 9 июля 1995           | 0                |
| 11 | Трейси Харрис Паттерсон | 9 июля – 15 декабря 1995          | 0                |
| 12 | Артуро Гатти            | 15 декабря 1995 – 8 февраля 1998  | 3                |
| Гатти освободил титул в связи с переходом в легкий вес.                                                     |                         |                                   |                  |
| 13 | Роберто Гарсия          | 13 марта 1998 – 23 октября 1999   | 2                |
| 14 | Диего Корралес          | 23 октября 1999 – 22 октября 2000 | 3                |
| Корралес освободил титул, чтобы сосредоточиться на судебном процессе по обвинению в нападении на свою жену. |                         |                                   |                  |
| 15 | Стив Форбс              | 3 декабря 2000 – 17 августа 2002  | 1                |
| Форбс был лишен титула после того, как не смог набрать вес за день до боя с Дэвидом Сантосом.               |                         |                                   |                  |
| 16 | Карлос Эрнандес         | 1 февраля 2003 – 31 июля 2004     | 1                |
| 17 | Эрик Моралес            | 31 июля – 21 сентября 2004        | 0                |
| Моралес лишен титула за отказ драться со своим обязательным претендентом.                                   |                         |                                   |                  |
| 18 | Робби Пиден             | 23 февраля – 17 сентября 2005     | 0                |
| 19 | Марко Антонио Баррера   | 17 сентября 2005 – 19 апреля 2006 | 0                |
| Баррера освободил титул 19 апреля 2006 года.                                                                |                         |                                   |                  |
| 20 | Кассиус Балойи          | 31 мая – 29 июля 2006             | 0                |
| 21 | Гейри Сент-Клер         | 29 июля – 4 ноября 2006           | 0                |
| 22 | Малькольм Классен       | 4 ноября 2006 – 20 апреля 2007    | 0                |
| 23 | Мзонке Фана             | 20 апреля 2007 – 12 апреля 2008   | 1                |
| 24 | Кассиус Балойи (2)      | 12 апреля 2008 – 18 апреля 2009   | 1                |
| 25 | Малькольм Классен (2)   | 18 апреля 2009 – 22 августа 2009  | 1                |
| 26 | Роберт Герреро          | 22 августа 2009 – 16 февраля 2010 | 0                |
| Герреро отказался от титула, чтобы провести время со своей женой во время ее борьбы с лейкемией.            |                         |                                   |                  |
| 27 | Мзонке Фана (2)         | 1 сентября 2007 – 19 мая 2011     | 0                |
| Фана был лишен титула за невыполнение обязательной защиты титула против Аргениса Мендеса.                   |                         |                                   |                  |
| 28 | Хуан Карлос Сальгадо    | 10 сентября 2011 – 9 марта 2013   | 2                |
| 29 | Архенис Мендес          | 9 марта 2013 – 10 июля 2014       | 2                |
| 30 | Рансес Бартелеми        | 10 июля 2014 – 10 февраля 2015    | 1                |
| Бартелеми освободил титул в связи с переходом в лёгкий вес.                                                 |                         |                                   |                  |
| 31 | Хосе Педраса Гонсалес   | 13 июня 2015 – 13 января 2017     | 2                |
| 32 | Джервонта Дэвис         | 13 января – 25 августа 2017       | 1                |
| Дэвис не смог уложиться в лимит веса и потерял титул на взвешивании.                                        |                         |                                   |                  |
| 33 | Тевин Фармер            | 3 августа 2018 — 30 января 2020   | 4                |
| 34 | Джозеф Диас             | 30 января 2020 — 12 февраля 2021  | 0                |
| Диас был лишен титула после того, как не смог набрать вес для боя с Шавкатом Рахимовым.                     |                         |                                   |                  |
| 35 | Кэнъити Огава           | 27 ноября 2021 — 4 июня 2022      | 0                |
| 36 | Джо Кордина             | 4 июня 2022 — 3 октября 2022      | 0                |
| Кордина был лишен титула после отмены боя с обязательным претендентом Шавкатом Рахимовым из-за травмы руки. |                         |                                   |                  |
| 37 | Шавкатджон Рахимов      | 5 ноября 2022 — 22 апреля 2023    | 0                |
| 38 | Джо Кордина (2)         | 22 апреля 2023 — 18 мая 2024      | 1                |
| 39 | Энтони Какаче           | 18 мая 2024 — 31 января 2025      | 0                |

### Полулёгкий вес (126 фунт., 57.123 кг)
| № | Боксер              | Время действия титула             | Количество защит |
| --- | ------------------- | --------------------------------- | ---------------- |
| 1 | О Мин Гын           | 4 марта 1984 — 29 ноября 1985     | 2                |
| 2 | Чон Ги Ён           | 29 ноября 1985 — 30 октября 1986  | 2                |
| 3 | Антонио Ривера      | 30 октября 1986 — 23 января 1988  | 0                |
| 4 | Кэлвин Гроув        | 23 января 1988 — 4 августа 1988   | 1                |
| 5 | Хорхе Паэс          | 4 августа 1988 — 14 марта 1991    | 8                |
| Паэс освободил титул, сославшись на свою неспособность достичь предела в полулёгком весе.                                                                                  |                     |                                   |                  |
| 6 | Трой Дорси          | 3 июня — 12 августа 1991          | 0                |
| 7 | Мануэль Медина      | 12 августа 1991 — 26 февраля 1993 | 4                |
| 8 | Том Джонс           | 26 февраля 1993 — 26 февраля 1997 | 11               |
| 9 | Насим Хаме          | 8 февраля — 29 августа 1997       | 2                |
| Хамед отказался от титула, отказавшись вести переговоры с обязательным претендентом Эктором Лисаррагой.                                                                    |                     |                                   |                  |
| 10 | Эктор Лисаррага     | 13 декабря 1997 — 24 апреля 1998  | 0                |
| 11 | Мануэль Медина (2)  | 24 апреля 1998 — 13 ноября 1999   | 1                |
| 12 | Пол Ингл            | 13 ноября 1999 — 16 декабря 2000  | 1                |
| 13 | Мбулело Ботиле      | 16 декабря 2000 — 6 апреля 2001   | 0                |
| 14 | Фрэнк Толедо        | 6 апреля — 16 ноября 2001         | 0                |
| 15 | Мануэль Медина (3)  | 16 ноября 2001 — 27 апреля 2002   | 0                |
| 16 | Джонни Тапиа        | 27 апреля – 1 октября 2002        | 0                |
| Тапия был лишен титула за то, что согласился на бой с Марко Антонио Баррерой вместо обязательного претендента Хуана Мануэля Маркеса.                                       |                     |                                   |                  |
| 17 | Хуан Мануэль Маркес | 1 февраля 2003 – 16 августа 2005  | 4                |
| Маркес был лишен титула, т.к. ни один промоутер не был готов предложить 50000$ за организацию обязательной защиты против Мэнни Пакьяо.                                     |                     |                                   |                  |
| 18 | Валдемир Перейра    | 20 января – 13 мая 2006           | 0                |
| 19 | Эрик Эйкен          | 13 мая – 2 сентября 2006          | 0                |
| 20 | Роберт Герреро      | 2 сентября – 4 ноября 2006        | 0                |
| Герреро проиграл Орландо Салидо, но результат был отменен в пользу несостоявшегося после того, как у Салидо был обнаружен запрещенный препарат нандролон. Титул вакантный. |                     |                                   |                  |
| 21 | Роберт Герреро (2)  | 23 февраля 2007 – 23 января 2008  | 2                |
| Герреро, ссылаясь на невозможность уложиться в вес, отказался от титула за день до запланированных торгов по назначению боя с обязательным претендентом Орландо Салидо.    |                     |                                   |                  |
| 22 | Кристобаль Крус     | 23 октября 2008 – 15 мая 2010     | 3                |
| 23 | Орландо Салидо      | 15 мая 2010 – 11 сентября 2010    | 0                |
| 24 | Юриоркис Гамбоа     | 11 сентября 2010 – 26 марта 2011  | 0                |
| Гамбоа был лишен титула после того, как пропустил предписанное IBF второе взвешивание в день боя с Хорхе Солисом.                                                          |                     |                                   |                  |
| 25 | Билли Диб           | 29 июля 2011 — 1 марта 2013       | 2                |
| 26 | Евгений Градович    | 1 марта 2013 — 30 мая 2015        | 4                |
| 27 | Ли Селби            | 30 мая 2015 — 19 мая 2018         | 4                |
| 28 | Джош Уоррингтон     | 19 мая 2018 — 21 января 2021      | 3                |
| Уоррингтон освободил титул после того, как IBF отказалась санкционировать объединительный бой против регулярного чемпиона WBA Сюй Цаня.                                    |                     |                                   |                  |
| 29 | Кид Галахад         | 7 августа — 13 ноября 2021        | 0                |
| 30 | Кико Мартинес       | 13 ноября 2021 — 26 марта 2022    | 0                |
| 31 | Джош Уоррингтон (2) | 26 марта — 10 декабря 2022        | 0                |
| 32 | Луис Альберто Лопес | 10 декабря 2022 — 10 августа 2024 | 3                |
| 33 | Анджело Лео         | 10 августа 2024 — н.в.            | 0                |

### Второй легчайший вес (122 фунт., 55.225 кг)
| № | Боксер              | Время действия титула              | Количество защит |
| --- | ------------------- | ---------------------------------- | ---------------- |
| 1 | Бобби Берна         | 4 декабря 1983 — 15 апреля 1984    | 0                |
| 2 | Со Сон Ин           | 15 апреля 1984 — 3 января 1985     | 1                |
| 3 | Дживон Ким          | 3 января 1985 — 12 декабря 1986    | 4                |
| Ким завершил карьеру. |                     |                                    |                  |
| 4 | Ли Сын Хун          | 18 января 1987 — 23 марта 1988     | 3                |
| Ли вынужден освободить титул, когда IBF прекращает проводить бои в Южной Корее. |                     |                                    |                  |
| 5 | Хосе Санабриа       | 21 мая 1987 — 10 марта 1988        | 3                |
| 6 | Хосе Санабриа       | 10 марта 1989 — 10 марта 1990      | 3                |
| 7 | Велком Нсита        | 10 марта 1990 — 2 декабря 1992     | 6                |
| 8 | Кеннеди Маккинни    | 2 декабря 1992 — 20 августа 1984   | 5                |
| 9 | Вуяни Бунгу         | 20 августа 1984 — 11 марта 1999    | 13               |
| Бангу освободил титул в связи с переходом в полулёгкий вес. |                     |                                    |                  |
| 10 | Лехло Ледваба       | 25 мая 1999 — 21 июня 2001         | 5                |
| 11 | Мэнни Пакьяо        | 23 июня 2001 — 21 января 2004      | 4                |
| Пакьяо освободил титул в связи с переходом в полулёгкий вес. |                     |                                    |                  |
| 12 | Исраэль Васкес      | 25 марта 2004 — 19 апреля 2006     | 2                |
| Титул вакантный в официальных рейтингах IBF за апрель 2006 года, опубликованных 19 апреля. |                     |                                    |                  |
| 13 | Стив Молитор        | 10 ноября 2006 — 21 ноября 2008    | 4                |
| 14 | Селестино Кабальеро | 21 ноября 2008 — 10 февраля 2010   | 2                |
| Кабальеро был лишен титула, т.к. ни один промоутер не сделал предложения о правах на защиту против обязательного претендента Такалани Ндлову.                                                          |                     |                                    |                  |
| 15 | Стив Молитор (2)    | 27 марта 2010 — 26 марта 2011      | 1                |
| 16 | Такалани Ндлову     | 26 марта 2011 — 26 марта 2012      | 1                |
| 17 | Джеффри Матебула    | 27 марта — 17 июля 2012            | 0                |
| 18 | Нонито Донэйр       | 17 июля — 13 октября 2012          | 0                |
| Донэр освободил титул незадолго до боя с Тошиаки Нисиокой, чтобы не платить комиссию за санкционирование IBF, сославшись на отсутствие интереса HBO к покупке прав на предстоящую обязательную защиту. |                     |                                    |                  |
| 19 | Джонатан Ромеро     | 16 февраля — 17 августа 2013       | 0                |
| 20 | Кико Мартинес       | 17 августа 2013 — 6 сентября 2014  | 2                |
| 21 | Карл Фрэмптон       | 6 сентября 2014 — 28 апреля 2016   | 3                |
| Фрэмптон освободил титул в связи с переходом в полулегкий вес. |                     |                                    |                  |
| 22 | Хонатан Гусман      | 20 июля – 31 декабря 2016          | 0                |
| 23 | Юкинори Огуни       | 31 декабря 2016 — 13 сентября 2017 | 0                |
| 24 | Рёсукэ Иваса        | 13 сентября 2017 — 16 августа 2018 | 1                |
| 25 | Ти Джей Дохени      | 16 августа 2018 — 26 апреля 2019   | 1                |
| 26 | Даниэль Роман       | 26 апреля 2019 — 30 января 2020    | 0                |
| 27 | Муроджон Ахмадалиев | 30 января 2020 — 8 апреля 2023     | 3                |
| 28 | Марлон Тапалес      | 8 апреля — 26 декабря 2023         | 0                |
| 29 | Наоя Иноуэ          | 26 декабря 2023 — н.в.             | 3                |

### Легчайший вес (118 фунт., 53.525 кг)
| № | Боксер                 | Время действия титула              | Количество защит |
| --- | ---------------------- | ---------------------------------- | ---------------- |
| 1 | Сатоси Сингаки         | 15 апреля 1984 — 26 апреля 1985    | 1                |
| 2 | Джефф Фенек            | 26 апреля 1985 — 10 февраля 1987   | 3                |
| Фенек освободил титул в связи с переходом во 2-й легчайший вес. |                        |                                    |                  |
| 3 | Кельвин Сибрукс        | 15 мая 1987 — 9 июля 1988          | 3                |
| 4 | Орландо Каньисалес     | 9 июля 1988 — 21 декабря 1994      | 15               |
| Каньисалес освободил титул в связи с переходом во 2-й легчайший вес. |                        |                                    |                  |
| 5 | Гарольд Местре         | 21 января — 29 апреля 1995         | 0                |
| 6 | Мбулело Ботиле         | 29 апреля 1995 — 19 июля 1997      | 5                |
| 7 | Тим Остин              | 19 июля 1997 — 15 февраля 2003     | 9                |
| 8 | Рафаэль Маркес         | 15 февраля 2003 — 16 марта 2007    | 7                |
| Маркес освободил титул в связи с переходом во 2-й легчайший вес. |                        |                                    |                  |
| 9 | Луис Альберто Перес    | 7 июля — 19 сентября 2007          | 0                |
| 10 | Джозеф Агбеко          | 19 сентября 2007 — 31 октября 2009 | 2                |
| 11 | Йонни Перес            | 31 октября 2009 — 11 декабря 2010  | 2                |
| 12 | Джозеф Агбеко (2)      | 11 декабря 2010 — 13 августа 2011  | 1                |
| 13 | Абнер Марес            | 13 августа 2011 — 8 февраля 2012   | 1                |
| Марес освободил титул в связи с переходом во 2-й легчайший вес. |                        |                                    |                  |
| 14 | Лео Санта Крус         | 2 июня 2012 — 11 февраля 2013      | 3                |
| Санта Крус, ссылаясь на трудности в достижении лимита в 118 фунтов, освободил титул, чтобы перейти во 2-й легчайший вес за день до назначенных торгов на бой с обязательным претендентом Джейми МакДоннеллом. |                        |                                    |                  |
| 15 | Джейми Макдоннелл      | 11 мая — 18 октября 2013           | 0                |
| Макдоннелл был лишен титула за неспособность договориться с обязательным претендентом Вуси Малингой. |                        |                                    |                  |
| 16 | Стюарт Холл            | 21 декабря 2013 — 7 июня 2014      | 1                |
| 17 | Пол Батлер             | 7 июня — 2 июля 2014               | 0                |
| Батлер освободил титул в связи с переходом во 2-й легчайший вес. |                        |                                    |                  |
| 18 | Рэнди Кабальеро        | 25 октября 2014 — 20 ноября 2015   | 0                |
| Кабальеро был лишен титула после того, как не смог уложиться в вес перед боем с временным чемпионом IBF Ли Хаскинсом. IBF повысила Хаскинса до статуса полного чемпиона, и бой был отменен.                   |                        |                                    |                  |
| 19 | Ли Хаскинс             | 20 ноября 2015 — 10 июня 2017      | 2                |
| 20 | Райан Бернетт          | 10 июня 2017 — 12 февраля 2018     | 1                |
| Бернетт освободил титул, согласившись провести бой с обязательным претендентом WBA Йонфресом Парехо, а не с обязательным претендентом IBF Эммануэлем Родригесом.                                              |                        |                                    |                  |
| 21 | Эммануэль Родригес     | 5 мая 2018 — 18 мая 2019           | 1                |
| 22 | Наоя Иноуэ             | 18 мая 2019 — 13 января 2023       | 6                |
| Иноуэ освободил титул, чтобы перейти в 2-й легчайший вес. |                        |                                    |                  |
| 23 | Эммануэль Родригес (2) | 12 августа 2023 — 4 мая 2024       | 0                |
| 24 | Рёсуке Нисида          | 4 мая 2024 — н.в.                  | 1                |

### Второй наилегчайший вес (115 фунт., 52.163 кг)
| № | Боксер                  | Время действия титула             | Количество защит |
| --- | ----------------------- | --------------------------------- | ---------------- |
| 1 | Чон Джу До              | 10 декабря 1983 — 3 мая 1985      | 5                |
| 2 | Эллиас Пикал            | 3 мая 1985 — 15 февраля 1986      | 2                |
| 3 | Сезар Поланко           | 15 февраля — 5 июля 1986          | 0                |
| 4 | Эллиас Пикал (2)        | 5 июля 1986 — 18 марта 1987       | 1                |
| Пикаль, который также обладал титулом WBA, был лишен титула IBF после проигрыша титула WBA техническим нокаутом Кхаосаю Гэлакси. |                         |                                   |                  |
| 5 | Чан Тхэ Иль             | 17 мая — 17 октября 1987          | 0                |
| 6 | Эллиас Пикал (3)        | 17 октября 1987 — 14 октября 1989 | 3                |
| 7 | Хуан Поло Перес         | 14 октября 1989 — 21 апреля 1990  | 0                |
| 8 | Роберт Кирога           | 21 апреля 1990 — 16 января 1993   | 5                |
| 9 | Хулио Сесар Борбоа      | 16 января 1993 — 29 августа 1994  | 5                |
| 10 | Гарольд Грей            | 29 августа 1994 — 7 октября 1995  | 3                |
| 11 | Карлос Габриэль Салазар | 7 октября 1995 — 27 апреля 1996   | 1                |
| 12 | Гарольд Грей (2)        | 27 апреля — 24 августа 1996       | 0                |
| 13 | Дэнни Ромеро            | 24 августа 1996 — 18 июля 1997    | 2                |
| 14 | Джонни Тапиа            | 18 июля 1997 — 22 декабря 1998    | 2                |
| Тапиа освободил титул в связи с переходом в легчайший вес. |                         |                                   |                  |
| 15 | Марк Джонсон            | 24 апреля 1999 — 12 февраля 2000  | 2                |
| Джонсон был лишен титула после того, как провел в год тюрьме. |                         |                                   |                  |
| 16 | Феликс Мачадо           | 22 июля 2000 — 4 января 2003      | 3                |
| 17 | Луис Альберто Перес     | 4 января 2003 — 2 ноября 2006     | 3                |
| Перес был лишен титула после того, как не смог уложиться в вес за день до запланированной защиты против Рикардо Варгаса. |                         |                                   |                  |
| 18 | Дмитрий Кириллов        | 13 октября 2007 — 2 августа 2008  | 1                |
| 19 | Вахтанг Дарчинян        | 2 августа 2008 — 28 июля 2009     | 2                |
| Дарчинян освободил титул после отказа вести переговоры об условиях с обязательным претендентом Симфиве Нонгкайи. |                         |                                   |                  |
| 20 | Симфиве Нонгкайи        | 15 сентября 2009 — 31 июля 2010   | 1                |
| 21 | Хуан Альберто Росас     | 31 июля — 11 декабря 2010         | 0                |
| 22 | Кристиан Михарес        | 11 декабря 2010 — 17 августа 2011 | 2                |
| Михарес освободил титул в связи с переходом в легчайший вес. |                         |                                   |                  |
| 23 | Родриго Герреро         | 8 октября 2011 — 11 февраля 2012  | 0                |
| 24 | Хуан Карлос Санчес-мл.  | 11 февраля 2012 — 8 июня 2013     | 2                |
| 25 | Дайки Камэда            | 3 сентября 2013 — 19 марта 2014   | 0                |
| Камеда отказался от титула, сославшись на трудности с поддержанием нужной весовой категории. Он потерпел поражение от Либорио Солиса в своей единственной защите 3 декабря 2013 года, но сохранил титул, так как Солис не уложился в вес перед боем. |                         |                                   |                  |
| 26 | Золани Тете             | 18 июля 2014 — 7 июня 2015        | 1                |
| Тете освободил титул после того, как отказался принять результаты промоутерских торгов за бой с обязательным претендентом Макджо Арройо. |                         |                                   |                  |
| 27 | Макджо Арройо           | 18 июня 2015 — 3 сентября 2016    | 0                |
| 28 | Джервин Анкаджас        | 3 сентября 2016 — 22 февраля 2022 | 9                |
| 29 | Фернандо Мартинес       | 22 февраля 2022 — 29 октября 2024 | 3                |

### Наилегчайший вес (112 фунт., 50.802 кг)
| № | Боксер                 | Время действия титула             | Количество защит |
| --- | ---------------------- | --------------------------------- | ---------------- |
| 1 | Квон Сун Чхон          | 24 декабря 1983 — 20 декабря 1985 | 6                |
| 2 | Чунг Чон Кван          | 20 декабря 1985 — 27 апреля 1986  | 0                |
| 3 | Чон Би-Вон             | 27 апреля — 2 августа 1986        | 0                |
| 4 | Син Хи Соп             | 2 августа 1986 — 22 февраля 1987  | 1                |
| 5 | Доди Бой Пеньялоса     | 22 февраля — 5 сентября 1987      | 0                |
| 6 | Чхве Чан Хо            | 5 сентября 1987 — 16 января 1988  | 0                |
| 7 | Роландо Бохол          | 16 января — 5 октября 1988        | 1                |
| 8 | Дюк Маккензи           | 5 октября 1988 — 7 января 1989    | 1                |
| 9 | Дэйв Маколи            | 7 января 1989 — 11 июня 1989      | 5                |
| 10 | Родольфо Бланко        | 11 июня 1989 — 29 ноября 1992     | 0                |
| 11 | Пичитной Ситбангпрашан | 29 ноября 1992 — 25 ноября 1994   | 5                |
| Ситбангпрашан завершенил карьеру.                                                                                         |                        |                                   |                  |
| 12 | Франциско Техедор      | 18 февраля — 22 апреля 1995       | 0                |
| 13 | Дэнни Ромеро           | 22 апреля 1995 — 1 января 1996    | 1                |
| Ромеро освободил титул, чтобы перейти во 2-й наилегчайший вес.                                                            |                        |                                   |                  |
| 14 | Марк Джонсон           | 4 мая 1996 — сентябрь 1998        | 7                |
| Джонсон освободил титул, чтобы перейти во 2-й наилегчайший вес.                                                           |                        |                                   |                  |
| 15 | Ирене Пачеко           | 10 апреля 1999 — 16 декабря 2004  | 6                |
| 16 | Вахтанг Дарчинян       | 16 декабря 2004 — 7 июля 2007     | 5                |
| 17 | Нонито Донэйр          | 7 июля 2007 — 14 июля 2009        | 3                |
| Донэйр освободил титул в связи с переходом в 2-й наилегчайший вес.                                                        |                        |                                   |                  |
| 18 | Морути Мталане         | 20 ноября 2007 — 13 января 2014   | 4                |
| Мталане освободил титул и отказался от боя с обязательным претендентом Амнатом Руенроенгом, сославшись на низкий гонорар. |                        |                                   |                  |
| 19 | Амнат Руенроенг        | 22 января 2014 — 28 мая 2016      | 5                |
| 20 | Джонриэль Касимеро     | 28 мая — 20 декабря 2016          | 1                |
| Касимеро освободил титул в связи с переходом в 2-й наилегчайший вес.                                                      |                        |                                   |                  |
| 21 | Донни Ньетес           | 29 апреля 2017 – 11 апреля 2018   | 1                |
| Ньетес освободил титул в связи с переходом в 2-й наилегчайший вес.                                                        |                        |                                   |                  |
| 22 | Морути Мталане (2)     | 15 июля 2018 — 30 апреля 2021     | 3                |
| 23 | Санни Едвардс          | 30 апреля 2021 — 16 декабря 2023  | 4                |
| 24 | Джесси Родригес        | 16 декабря 2023 — 27 марта 2024   | 0                |
| Родригес освободил титул в связи с переходом во 2-й наилегчайший вес.                                                     |                        |                                   |                  |
| 25 | Анхель Айяла           | 9 августа 2024 — н.в.             | 0                |

### Первый наилегчайший вес (108 фунт., 48.988 кг)
| № | Боксер                 | Время действия титула              | Количество защит |
| --- | ---------------------- | ---------------------------------- | ---------------- |
| 1 | Доди Бой Пеньялоса     | 10 декабря 1983 — 18 июля 1986     | 3                |
| Пеньялосу лишили титула за то, что он не смог провести обязательную защиту.                                                                 |                        |                                    |                  |
| 2 | Чхве Чом Хван          | 7 декабря 1986 — 4 ноября 1988     | 3                |
| 3 | Тейси Макалос          | 4 ноября 1988 — 2 мая 1989         | 0                |
| 4 | Муангчай Киттикасем    | 2 мая 1989 — 29 июля 1989          | 3                |
| 5 | Майкл Карбахаль        | 29 июля 1990 — 4 февраля 1994      | 9                |
| 6 | Умберто Гонсалес       | 19 февраля 1994 — 15 июля 1995     | 3                |
| 7 | Саман Сорджатуронг     | 15 июля — 17 ноября 1995           | 1                |
| Сорджатуронг был лишен титула за отказ от боя со своим обязательным претендентом.                                                           |                        |                                    |                  |
| 8 | Майкл Карбахаль (2)    | 16 марта 1996 — 18 января 1997     | 2                |
| 9 | Маурисио Пастрана      | 18 января 1997 — 9 мая 1997        | 0                |
| Пастрана был лишен титула после отказа от боя с Мануэлем Эррерой из-за эпидидимита.                                                         |                        |                                    |                  |
| 10 | Маурисио Пастрана (2)  | 13 декабря 1997 — 28 августа 1998  | 1                |
| Пастрана был лишен титула после того, как не смог уложиться в вес за день до боя с Карлосом Мурильо.                                        |                        |                                    |                  |
| 11 | Уилл Григсби           | 18 декабря 1998 — 2 октября 1999   | 1                |
| 12 | Рикардо Лопес          | 2 октября 1999 — 27 ноября 2002    | 3                |
| Лопес завершил карьеру. |                        |                                    |                  |
| 13 | Виктор Бург            | 15 февраля 2003 — 14 мая 2005      | 2                |
| 14 | Уилл Григсби (2)       | 14 мая 2005 — 7 января 2006        | 0                |
| 15 | Улисес Солис           | 7 января 2006 — 19 апреля 2009     | 8                |
| 16 | Брайан Вилория         | 19 апреля 2009 — 23 января 2010    | 1                |
| 17 | Карлос Тамара          | 23 января 2010 — 29 мая 2010       | 0                |
| 18 | Луис Альберто Лазарте  | 29 мая 2010 — 30 апреля 2011       | 2                |
| 19 | Улисес Солис (2)       | 30 апреля 2011 — 20 июля 2012      | 1                |
| Солис был лишён титула из-за бездействия, вызванного травмами, полученными в уличной драке с Саулем Альваресом в октябре 2011 года.         |                        |                                    |                  |
| 20 | Джонриэль Касимеро     | 20 июля 2012 — 2 мая 2014          | 4                |
| Касимеро был лишен титула после того, как не смог уложиться в вес за день до боя с Маурисио Фуэнтесом.                                      |                        |                                    |                  |
| 21 | Хавьер Мендоса         | 20 сентября 2014 — 29 декабря 2015 | 1                |
| 22 | Акира Яэгаси           | 29 декабря 2015 — 21 мая 2017      | 2                |
| 23 | Милан Мелиндо          | 21 мая — 31 декабря 2017           | 1                |
| 24 | Рёити Тагути           | 31 декабря 2017 — 20 мая 2018      | 0                |
| 25 | Хекки Бадлер           | 20 мая — 25 июля 2018              | 0                |
| Будлер отказался от титула, сославшись на низкий гонорар, необходимый для защиты титула против обязательного претендента Феликса Альварадо. |                        |                                    |                  |
| 26 | Феликс Альварадо       | 29 октября 2018 — 21 марта 2022    | 2                |
| Альварадо освободил титул в связи с переходом в наилегчайший вес.                                                                           |                        |                                    |                  |
| 27 | Сивенати Нонтшинга     | 3 сентября 2022 — 4 ноября 2023    | 1                |
| 28 | Адриан Куриэль         | 4 ноября 2023 — 16 февраля 2024    | 0                |
| 29 | Сивенати Нонтшинга (2) | 16 февраля — 12 октября 2024       | 0                |
| 30 | Масамити Ябуки         | 12 октября 2024 — н.в.             | 0                |

### Минимальный вес (105 фунт., 47.627 кг)
| № | Боксер                    | Время действия титула              | Количество защит |
| --- | ------------------------- | ---------------------------------- | ---------------- |
| 1 | Ли Гён Ён                 | 14 июня — декабрь 1987             | 0                |
| Ли освободил титул, чтобы сосредоточиться на завоевании титула WBC в минимальном весе.               |                           |                                    |                  |
| 2 | Самут Ситнаруеполь        | 24 марта 1988 — 17 июня 1989       | 2                |
| 3 | Нико Томас                | 17 июня — 21 сентября 1989         | 0                |
| 4 | Эрик Чавес                | 21 сентября 1989 — 22 февраля 1990 | 0                |
| 5 | Фахлан Саккририн          | 22 февраля 1990 — 6 сентября 1992  | 7                |
| 6 | Мэнни Мельчор             | 6 сентября — 10 декабря 1992       | 0                |
| 7 | Ратанапол Сор Ворапин     | 10 декабря 1992 — 15 марта 1996    | 12               |
| Сор Ворапин был лишен титула после того, как не смог уложиться в вес за день до боя с Ли Сандовалом. |                           |                                    |                  |
| 8 | Ратанапол Сор Ворапин (2) | 18 мая 1996 — 27 декабря 1997      | 6                |
| 9 | Золани Петело             | 27 декабря 1997 — 2 ноября 2000    | 5                |
| 10                                                                                                   | Роберто Карлос Лейва      | 29 апреля 2001 — 9 августа 2002    | 1                |
| 11                                                                                                   | Мигель Баррера            | 9 августа 2002 — 31 мая 2003       | 1                |
| 12                                                                                                   | Эдгар Карденас            | 31 мая 2003 — 4 октября 2003       | 0                |
| 13                                                                                                   | Дэниел Рейес              | 4 октября 2003 — 14 сентября 2004  | 1                |
| 14                                                                                                   | Мохаммед Рахман           | 14 сентября 2004 — 7 июля 2007     | 3                |
| 15                                                                                                   | Флоранте Кондес           | 7 июля 2007 — 14 июня 2008         | 0                |
| 16                                                                                                   | Рауль Гарсия              | 14 июня 2008 — 26 марта 2010       | 4                |
| 17                                                                                                   | Нкосинати Джойи           | 26 марта 2010 — 1 сентября 2012    | 4                |
| 18                                                                                                   | Марио Родригес            | 1 сентября 2012 — 30 марта 2013    | 0                |
| 19                                                                                                   | Кацунари Такаяма          | 30 марта 2013 — 9 августа 2014     | 2                |
| 20                                                                                                   | Франсиско Родригес мл.    | 9 августа — 1 октября 2014         | 0                |
| Титул Родригеса стал вакантным, когда 1 октября был назначен бой за вакантный титул.                 |                           |                                    |                  |
| 21                                                                                                   | Кацунари Такаяма (2)      | 31 декабря 2014 — 31 декабря 2015  | 2                |
| 22                                                                                                   | Хосе Аргумедо             | 31 декабря 2015 — 23 июля 2017     | 3                |
| 23                                                                                                   | Хирото Кёгути             | 23 июля 2017 — 11 августа 2018     | 2                |
| Кёгучи освободил титул в связи с переходом в 1-й наилегчайший вес.                                   |                           |                                    |                  |
| 24                                                                                                   | Карлос Ликона             | 1 декабря 2018 — 16 февраля 2019   | 0                |
| 24                                                                                                   | Карлос Ликона             | 1 декабря 2018 — 16 февраля 2019   | 0                |
| 25                                                                                                   | Диджей Криел              | 16 февраля — 4 июля 2019           | 0                |
| Криел освободил титул в связи с переходом в 1-й наилегчайший вес.                                    |                           |                                    |                  |
| 26                                                                                                   | Педро Тадуран             | 7 сентября 2019 — 27 февраля 2021  | 1                |
| 27                                                                                                   | Рене Марк Куарто          | 27 февраля 2021 — 1 июля 2022      | 1                |
| 28                                                                                                   | Даниэль Валладарес        | 1 июля 2022 — 7 октября 2023       | 1                |
| 29                                                                                                   | Гиндзиро Сигэока          | 7 октября 2023 — 28 июля 2024      | 1                |
| 30                                                                                                   | Педро Тадуран (2)         | 28 июля 2024 — н.в.                | 0                |